# Kobresia littledalei
Kobresia littledalei är en halvgräsart som beskrevs av Charles Baron Clarke. Kobresia littledalei ingår i släktet sävstarrar, och familjen halvgräs. Inga underarter finns listade i Catalogue of Life.